# Hydrochoerinae
Sous-famille
Les Hydrochoerinae sont une sous-famille de Rongeurs qui rassemble des Hystricognathes de la famille des Cavidés : les hydrochères (ou cabiaïs) et les cobayes des rochers.
Cette sous-famille a été décrite pour la première fois en 1825 par le zoologiste britannique John Edward Gray (1800-1875). Son nom, comme ceux du genre Hydrochoerus et de l'épithète spécifique de son espèce type (hydrochaeris), sont des mots savants construits sur le grec ὕδωρ / húdôr (« eau ») et χοῖρος / khoîros (« cochon »), qui signifient donc « cochon d'eau ».

## Systématique
Selon les auteurs, le genre Hydrochoerus est parfois classé dans une famille monotypique (Hydrochaeridae Gray, 1825) au lieu d'être inclus dans celle des Caviidae.

### Liste des genres
Selon ITIS (24 janv. 2013) :
- genre Hydrochoerus Brisson, 1762 ou Hydrochoeris selon MSW[3] - les cabiaïs
- genre Kerodon F. Cuvier, 1825 - les cobayes des rochers

### Liste des espèces
Selon Mammal Species of the World (version 3, 2005)  (24 janv. 2013) :
- genre Hydrochoeris Brisson, 1762 - les cabiaïs ou hydrochères
  - Hydrochoeris hydrochaeris - le Capybara
  - Hydrochoeris isthmius - le Cabiaï de Panama
- genre Kerodon F. Cuvier, 1825 - les cobayes des rochers
  - Kerodon acrobata
  - Kerodon rupestris - le Cobaye des rochers